# Vzpírání na Letních olympijských hrách 2008
Vzpěračské soutěže na Letních olympijských hrách 2008 probíhaly od 9. do 19. srpna. Závodilo se v Pekingu v tělocvičně Pejchangské univerzity (北京航空航天大学; Pekingská univerzita letectví a kosmonautiky) s kapacitou 5 400 diváků. Poprvé v historii bylo na olympijských hrách uplatněno tzv. „kilové pravidlo“, praktikované na světových vzpěračských soutěžích od roku 2005.
Ve vzpírání soutěžili reprezentanti 84 zemí, přičemž 5 zemí bylo ve vzpírání zastoupeno vůbec poprvé v historii (byly to Jihoafrická republika, Kypr, Tádžikistán, Tuvalu a Vietnam). Celkový počet zemí, které se kdy účastnily vzpěračských soutěží na Olympijských hrách, tak v roce 2008 vzrostl na 142. Česká republika na hry vyslala 1 reprezentanta, Libora Wälzera, který obdržel divokou kartu Mezinárodní vzpěračské federace a v kategorii do 105 kg obsadil čtrnácté místo.
Nejúspěšnější zemí ve vzpírání byla domácí Čína, která z 10 startovních míst dokázala vytěžit 5 zlatých a 1 stříbrnou medaili.
Při soutěžích byly používány činky domácích značek. Muži používali činky značky Zhangkong, ženy činky Double Happiness Sports.

## Soutěže
Ve vzpírání bylo rozděleno 15 sad medailí, z toho o 8 bojovali muži a o 7 ženy. Medaile byly udělovány v následujících váhových kategoriích:
| - Muži - do 56 kg - do 62 kg - do 69 kg - do 77 kg - do 85 kg - do 94 kg - do 105 kg - nad 105 kg |  | - Ženy - do 48 kg - do 53 kg - do 58 kg - do 63 kg - do 69 kg - do 75 kg - nad 75 kg |

Medaile byly udělovány pouze za výsledek v dvojboji (součet výkonů z trhu a nadhozu). V jedné váhové kategorii mohli startovat maximálně dva reprezentanti jedné země.

## Kalendář soutěží
| Kalendář her | Kalendář her       | 6 | 7 | 8 | 9 | 10 | 11 | 12 | 13 | 14 | 15 | 16 | 17 | 18 | 19 | 20 | 21 | 22 | 23 | 24 |
| ------------ | ------------------ | - | - | - | - | -- | -- | -- | -- | -- | -- | -- | -- | -- | -- | -- | -- | -- | -- | -- |
| Vzpírání     | Piktogram vzpírání |   |   |   | 1 | 2  | 2  | 2  | 2  |    | 2  | 1  | 1  | 1  | 1  |    |    |    |    |    |

|  | Závody |  | Finále |

| Den               | Disciplína      | Skupina | Místní čas    |
| ----------------- | --------------- | ------- | ------------- |
| sobota 9. srpna   | ženy do 48 kg   | A       | 10.00 – 12.00 |
| neděle 10. srpna  | muži do 56 kg   | B       | 10.00 – 12.00 |
| neděle 10. srpna  | ženy do 53 kg   | A       | 15.30 – 17.30 |
| neděle 10. srpna  | muži do 56 kg   | A       | 19.00 – 21.00 |
| pondělí 11. srpna | muži do 62 kg   | B       | 10.00 – 12.00 |
| pondělí 11. srpna | muži do 69 kg   | C       | 12.30 – 14.30 |
| pondělí 11. srpna | ženy do 58 kg   | A       | 15.30 – 17.30 |
| pondělí 11. srpna | muži do 62 kg   | A       | 19.00 – 21.00 |
| úterý 12. srpna   | muži do 69 kg   | B       | 10.00 – 12.00 |
| úterý 12. srpna   | ženy do 63 kg   | B       | 12.30 – 14.30 |
| úterý 12. srpna   | ženy do 63 kg   | A       | 15.30 – 17.30 |
| úterý 12. srpna   | muži do 69 kg   | A       | 19.00 – 21.00 |
| středa 13. srpna  | muži do 77 kg   | B       | 10.00 – 12.00 |
| středa 13. srpna  | ženy do 69 kg   | A       | 15.30 – 17.30 |
| středa 13. srpna  | muži do 77 kg   | A       | 19.00 – 21.00 |
| pátek 15. srpna   | muži do 85 kg   | B       | 10.00 – 12.00 |
| pátek 15. srpna   | ženy do 75 kg   | A       | 15.30 – 17.30 |
| pátek 15. srpna   | muži do 85 kg   | A       | 19.00 – 21.00 |
| sobota 16. srpna  | ženy nad 75 kg  | A       | 19.00 – 21.00 |
| neděle 17. srpna  | muži do 94 kg   | B       | 15.30 – 17.30 |
| neděle 17. srpna  | muži do 94 kg   | A       | 19.00 – 21.00 |
| pondělí 18. srpna | muži do 105 kg  | B       | 15.30 – 17.30 |
| pondělí 18. srpna | muži do 105 kg  | A       | 19.00 – 21.00 |
| úterý 19. srpna   | muži nad 105 kg | B       | 15.30 – 17.30 |
| úterý 19. srpna   | muži nad 105 kg | A       | 19.00 – 21.00 |

## Kvalifikace
Startovní místa na OH mohly jednotlivé reprezentace získat na základě předvedených výkonů na mistrovství světa v letech 2006 a 2007, v menší míře pak také na kontinentálních mistrovstvích v roce 2008. V obou případech byla startovní místa přidělena na základě týmového hodnocení národnímu olympijskému výboru, který je mohl následně využít podle svého uvážení. Kromě toho mohli být sportovci na hry pozváni na základě vysokého postavení ve výkonnostním žebříčku nebo obdržením divoké karty.
Mezinárodní olympijský výbor přidělil vzpírání celkem 260 startovních míst, z nichž 170 připadlo mužům a 90 ženám. Jeden stát mohl vybojovat až 10 účastnických míst (pro 6 mužů a 4 ženy). Čína, jako hostitelská země, automaticky získala možnost nominovat 10 reprezentantů.

## Medailisté

### Muži
| Kategorie  | Zlato                            | Stříbro                                   | Bronz                               |
| ---------- | -------------------------------- | ----------------------------------------- | ----------------------------------- |
| Do 56 kg   | Lung Čching-čchüan · Čína (CHN)  | Hoàng Anh Tuấn · Vietnam (VIE)            | Eko Yuli Irawan · Indonésie (INA)   |
| Do 62 kg   | Čang Siang-siang · Čína (CHN)    | Diego Salazar · Kolumbie (COL)            | Triyatno · Indonésie (INA)          |
| Do 69 kg   | Liao Chuej · Čína (CHN)          | Vencelas Dabaya · Francie (FRA)           | Yordanis Borrero · Kuba (CUB)       |
| Do 77 kg   | Sa Džä-hjuk · Jižní Korea (KOR)  | Li Chung-li · Čína (CHN)                  | Gevorg Davtjan · Arménie (ARM)      |
| Do 85 kg   | Lu Jung · Čína (CHN)             | Tigran Varban Martirosjan · Arménie (ARM) | Jadier Valladares · Kuba (CUB)      |
| Do 94 kg   | Szymon Kołecki · Polsko (POL)    | Arsen Kasabiev · Gruzie (GEO)             | Yohandrys Hernández · Kuba (CUB)    |
| Do 105 kg  | Andrej Aramnau · Bělorusko (BLR) | Dmitrij Klokov · Rusko (RUS)              | Marcin Dołęga · Polsko (POL)        |
| Nad 105 kg | Matthias Steiner · Německo (GER) | Jevgenij Čigišev · Rusko (RUS)            | Viktors Ščerbatihs · Lotyšsko (LAT) |

### Ženy
| Kategorie | Zlato                              | Stříbro                             | Bronz                                    |
| --------- | ---------------------------------- | ----------------------------------- | ---------------------------------------- |
| Do 48 kg  | Čchen Wej-ling · Tchaj-wan (TPE)   | Im Džjung-hwa · Jižní Korea (KOR)   | Pensiri Laosirikulová · Thajsko (THA)    |
| Do 53 kg  | Praphávadí · Thajsko (THA)         | Jun Čin-he · Jižní Korea (KOR)      | Raema Lisa Rumbewasová · Indonésie (INA) |
| Do 58 kg  | Čchen Jen-čching · Čína (CHN)      | O Džong-ä · Severní Korea (PRK)     | Wandi Khámiamová · Thajsko (THA)         |
| Do 63 kg  | Pak Hjon-suk · Severní Korea (PRK) | Lu Jing-čchi · Tchaj-wan (TPE)      | Christine Girardová · Kanada (CAN)       |
| Do 69 kg  | Oxana Slivenková · Rusko (RUS)     | Leidy Solísová · Kolumbie (COL)     | Abír Abdelrahmánová · Egypt (EGY)        |
| Do 75 kg  | Alla Važeninová · Kazachstán (KAZ) | Lidia Valentínová · Španělsko (ESP) | Damaris Aguirreová · Mexiko (MEX)        |
| Nad 75 kg | Džang Mi-ran · Jižní Korea (KOR)   | Ele Opelogeová · Samoa (SAM)        | Maryam Usmanová · Nigérie (NGR)          |

## Doping
Vzpěračské soutěže bezprostředně po skončení olympijských soutěží nezasáhly skandály spojené s dopingem. Jediným pozitivně testovaným sportovcem byl Ukrajinec Ihor Razoronov, 38letý stříbrný medailista z předchozích Olympijských her, který ve hmotnostní kategorii do 105 kilogramů obsadil šesté místo.
V roce 2009 se objevily informace o pozitivním testu Yuderqui Contrerasové z Dominikánské republiky, která v kategorii do 53 kilogramů obsadila páté místo. Sportovkyně nicméně byla po analýze „B“ vzorku očištěna a zůstala na svém místě v oficiálních výsledcích.
Již v roce 2008 bylo avizováno, že odebrané kontrolní vzorky pro zkoumání přítomnosti zakázaných látek v tělech sportovců budou uchovány a opětovně testovány po dobu osmi let. Na konci tohoto období, 6. června 2016, bylo oznámeno, že první vlnou opakovaných testů neprošlo dalších 10 závodníků.. O dvanáct dní později, v souladu s antidopingovou politikou Mezinárodní vzpěračské federace, bylo zveřejněno 7 jmen pozitivně testovaných sportovců:
- olympijský vítěz v hmotnostní kategorii do 94 kilogramů: Kazach Ilja Ilin; jeho jméno se objevilo o tři dny dříve rovněž v seznamu pozitivně testovaných sportovců na Olympijských hrách 2012, kde taktéž vybojoval zlatou medaili[7]
- stříbrná medailistka v hmotnostní kategorii do 58 kilogramů: Ruska Marina Šajnovová
- bronzová medailistka v hmotnostní kategorii do 75 kilogramů: Ruska Nadězda Jevsťjuchinová
- devátý v hmotnostní kategorii do 69 kilogramů: Moldavan Alexandru Dudoglo
- devátý v hmotnostní kategorii do 85 kilogramů: Azer İntiqam Zairov
- jedenáctá v hmotnostní kategorii do 75 kilogramů: Arménka Hripsimé Churšudjanová
- neklasifikovaná v hmotnostní kategorii do 48 kilogramů: Turkyně Nurcan Taylanová

7. července 2016 byla zveřejněna zbylá tři jména:
- stříbrná medailistka v hmotnostní kategorii do 48 kilogramů: Turkyně Sibel Özkanová
- bronzový medailista v hmotnostní kategorii do 69 kilogramů: Armén Tigran Gevorg Martirosjan
- neklasifikovaný v hmotnostní kategorii do 62 kilogramů: Azer Sərdar Həsənov

Po ukončení první vlny opakovaných analýz zadal Mezinárodní olympijský výbor k opětovné analýze další vzorky. Z nich vzešlo dalších 15 jmen pozitivně testovaných závodníků, jež byla zveřejněna 24. srpna 2016, krátce po skončení Her v Riu de Janeiru:
- olympijská vítězka v hmotnostní kategorii do 48 kilogramů: Číňanka Čchen Sie-sia
- olympijská vítězka v hmotnostní kategorii do 69 kilogramů: Číňanka Liou Čchun-chung
- olympijská vítězka v hmotnostní kategorii do 75 kilogramů: Číňanka Cchao Lej
- stříbrný medailista v hmotnostní kategorii do 85 kilogramů: Bělorus Andrej Rybakou
- stříbrná medailistka v hmotnostní kategorii do 63 kilogramů: Kazaška Irina Někrasovová
- stříbrná medailistka v hmotnostní kategorii nad 75 kilogramů: Ukrajinka Olha Korobková
- bronzový medailista v hmotnostní kategorii do 94 kilogramů: Rus Chadžimurat Akkajev
- bronzový medailista v hmotnostní kategorii do 105 kilogramů: Rus Dmitrij Lapikov
- bronzová medailistka v hmotnostní kategorii do 53 kilogramů: Běloruska Nastassja Novikavová
- bronzová medailistka v hmotnostní kategorii do 69 kilogramů: Ukrajinka Natalja Davydovová
- bronzová medailistka v hmotnostní kategorii nad 75 kilogramů: Kazaška Marija Grabovecká
- čtvrtý v hmotnostní kategorii do 85 kilogramů: Kazach Vladimir Sedov
- čtvrtá v hmotnostní kategorii do 75 kilogramů: Běloruska Iryna Kulešaová
- pátý v hmotnostní kategorii do 94 kilogramů: Azer Nizami Paşayev
- neklasifikovaná v hmotnostní kategorii do 63 kilogramů: reprezentantka Kazachstánu Majja Manezová

Všech 25 uvedených případů odhalených v roce 2016 bylo s konečnou platností uzavřeno diskvalifikací.

## Medailová tabulka
| Pořadí | Země          | Zlato | Stříbro | Bronz |
| ------ | ------------- | ----- | ------- | ----- |
| 1.     | Čína          | 5     | 1       | -     |
| 2.     | Jižní Korea   | 2     | 2       | -     |
| 3.     | Rusko         | 1     | 2       | -     |
| T4     | Severní Korea | 1     | 1       | -     |
| T4     | Tchaj-wan     | 1     | 1       | -     |
| 6.     | Thajsko       | 1     | -       | 2     |
| 7.     | Polsko        | 1     | -       | 1     |
| T8     | Bělorusko     | 1     | -       | -     |
| T8     | Kazachstán    | 1     | -       | -     |
| T8     | Německo       | 1     | -       | -     |
| 11.    | Kolumbie      | -     | 2       | -     |
| 12.    | Arménie       | -     | 1       | 1     |
| T13    | Francie       | -     | 1       | -     |
| T13    | Gruzie        | -     | 1       | -     |
| T13    | Samoa         | -     | 1       | -     |
| T13    | Španělsko     | -     | 1       | -     |
| T13    | Vietnam       | -     | 1       | -     |
| T18    | Indonésie     | -     | -       | 3     |
| T18    | Kuba          | -     | -       | 3     |
| T20    | Egypt         | -     | -       | 1     |
| T20    | Kanada        | -     | -       | 1     |
| T20    | Lotyšsko      | -     | -       | 1     |
| T20    | Mexiko        | -     | -       | 1     |
| T20    | Nigérie       | -     | -       | 1     |